# Abbaye de Bonlieu (Limousin)
Pour les articles homonymes, voir Abbaye de Bonlieu.
L'abbaye de Notre Dame de Bonlieu est une ancienne abbaye cistercienne située à Peyrat-la-Nonière, dans la Creuse.

## Histoire

### Fondation

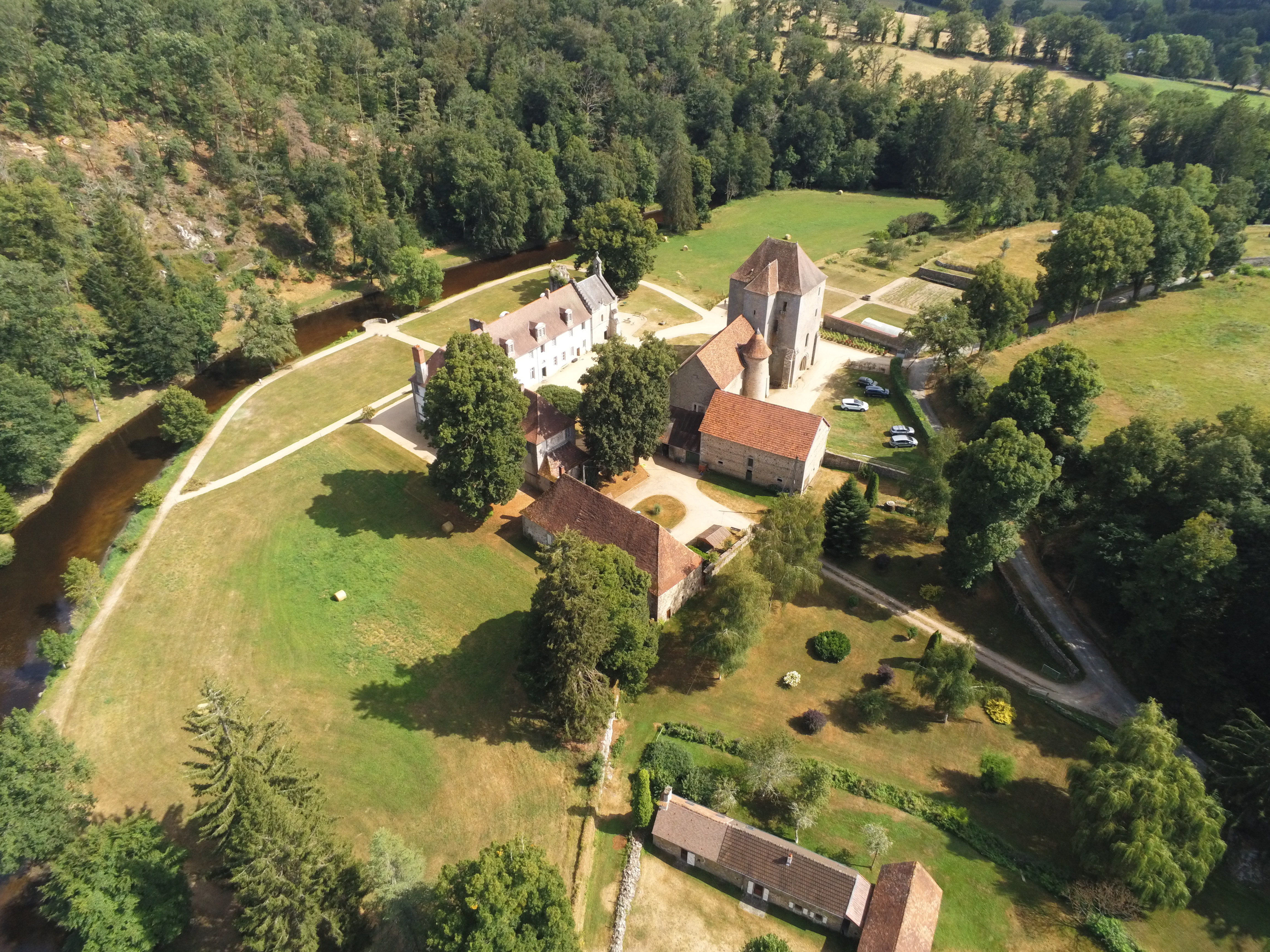
Abbaye de Bonlieu (Creuse) en 2020.

Le 4 des calendes de septembre 1119, Amelius de Chambon, en présence d'Eustorge, évêque de Limoges, donne le manse de Mazerolles à Géraud de Salles (ou de Salis), pour y créer avec ses compagnons, des moines venus comme lui de l'abbaye de Dalon en Périgord, un ermitage. C'est avec cette première notice que commence le cartulaire de Bonlieu. En 1121 à la mort de Géraud, l'ermitage devint abbaye dans la filiation de Dalon et son premier abbé fut Pierre de Saint Julien probablement neveu d'Amélius. Son premier sanctuaire fut consacré le 26 octobre 1141 par Guy du Cluseau, aussi évêque de Limoges, qui lui donna le nom de « Bonus Locus », Bonlieu, à cause de la vie bonne des premiers religieux. 
De nombreux dons, notamment de terres, furent faits à l’abbaye par les seigneurs locaux. Ainsi, elle a compté jusqu'à 17 granges (domaines agricoles), dont La Porte, située près de l'abbaye, est encore aujourd'hui l'un des exemples.
Source : cartulaire de Bonlieu à la Bibliothèque nationale

### Rattachement à l'ordre cistercien
Notre-Dame de Bonlieu fut rattachée en même temps que sa mère, Dalon, à l'ordre de Cîteaux en 1162, dans la filiation de l'abbaye de Pontigny. Bonlieu fut la plus belle et la plus vaste abbaye de la Creuse.

### Destructions diverses
L’abbaye fut pillée par les Anglais durant la guerre de Cent Ans et par les huguenots durant les guerres de Religion, avant d'être vendue durant la Révolution, (il y restait alors trois moines), comme bien national en 1792 aux frères Jean-Pierre et Jean-François Picon, teinturiers du roi à Aubusson. Leurs descendants l'habitent toujours.

## L'abbaye
La construction de l'abbaye est marquée par trois grandes périodes :
- le XIIe siècle qui vit le début de la construction de l'église abbatiale qui se termine par sa consécration en 1141. À l'issue d'une seconde campagne de travaux, dont nous ne connaissons pas l'ampleur, l'abbatiale est à nouveau consacrée en 1232. Les croix de consécration, toujours visibles dans les ruines du cœur, datent probablement de cette seconde cérémonie.
- le XVe siècle où fut construit le donjon au-dessus de l'entrée de l'église (ce donjon est typique de l'architecture des donjons marchois que l'on trouve dans les environs - châteaux de Villemonteix, de la Chezotte, de Saint-Maixent, du Mazeau), ainsi que le logis de l'abbé (néanmoins très remanié au XVIIIe siècle),
- le XVIIe siècle qui vit sinon la construction, du moins un large remaniement du bâtiment principal et la construction des ouvrages hydrauliques sur la Tardes, appelés Cascades de Bonlieu.

Les constructions sont disposées en quadrilatère dont l'un des côtés était occupé par l'église abbatiale. Le plan original était constitué d'une nef sans collatéraux terminée par une abside pentagonale, avec coupole sur pendentifs à la croisée du transept. Des peintures murales l'ornaient, dont il reste deux croix de consécration peintes de chaque côté de la fenêtre axiale du chevet. L'abside était voûtée en cul-de-four. Un pavement de carreaux peints du XIIIe siècle a été trouvé dans l'église au XIXe siècle. Dans l'axe de ces vestiges se trouve une tour rectangulaire, achevée en 1421 dans un but défensif. Une tourelle d'escalier carrée renfermant l'escalier à vis occupe le milieu de la façade. Un corps de logis rectangulaire s'élève au nord de la tour, présentant une tourelle circulaire accolée à sa façade ouest. Deux corps de logis allongés du XVIIIe siècle, disposés perpendiculairement, occupent les côtés Est et Nord du quadrilatère. À quelque distance, les religieux ont construit un pont à la fin du Moyen Âge, ouvrage présentant deux arches en tracé brisé et des avant-becs triangulaires.
L'abbaye a conservé l'ensemble de ses bâtiments à l'exception de l'église abbatiale détruite au XIXe siècle, dont subsistent deux travées de la nef sous la tour construite au XVe siècle (entrée actuelle de l'abbaye), les ruines du chevet, et le transept nord, transformé en chapelle en 1877. À signaler, conservés au musée de Guéret, un vitrail de type « grisaille », qui serait le plus ancien de France de ce type et plusieurs carreaux de céramique décorés.
Les façades et le toitures de l'ensemble des bâtiments de l'abbaye ont été inscrites par arrêté du 12 décembre 1963.

## Liste des abbés
- 1121-1151 : Pierre I de Saint-Julien
- 1151-1174 : Géraud de Montel
- 1174-1195 : Jean I de Comborn
- 1195-1200 : Bertrand de Saint-Marc
- 1200-1215 : Thomas I
- 1215-1224 : Armand
- 1224-1227 : Aimery de Saint-Hilaire
- 1227-1228 : Guillaume I Bertrand de Saint-Priest
- 1228-1231 : Pierre II de Reterre
- 1231-1237 : Hugues
- 1237-1260 : Jean II de Mainsac
- 1260-1263 : Vacance
- 1263-1282 : Adhémar
- 1282-1296 : Bernard
- 1296-1306 : Thomas II de Beaumont
- 1306-1334 : Ebole
- 1334-1368 : Guillaume II de Genouilhac de La Baume de Foursac
- 1368-1393 : Pardoux de Lyders
- 1393-1402 : Jean III Marien de Mordet
- 1402-1438 : Roger de Saint-Avit de Perpirolle
- 1438-1489 : Pierre III de Saint-Avit de Perpirolle
- 1489-1500 : Guillaume III de Saint-Avit de Perpirolle
- 1500-1540 : Guy de Saint-Avit de Perpirolle
- 1540-15?? : François I des Greniers de La Sagne
- 15??-1560 : Jean IV Damolettes
- 1560-1571 : Jean V de Saint-Avit de Perpirolle
- 1571-1583 : Pierre IV Det
- 1583-1588 : Jean VI Buysson
- 1588-1600 : Gilbert I Mourelon
- 1600-1625 : Gilbert II de Bigny d’Aisnay
- 1625-1643 : Annet de La Roche-Aymon
- 1643-1646 : Renaud II de La Roche-Aymon
- 1646-1653 : Nicolas de La Saigne de Saint-Georges
- 1653-1703 : Antoine I de La Saigne de Saint-Georges
- 1703-1734 : Antoine II Siccaud
- 1734-1743 : Antoine III Charles de La Roche-Aymon
- 1743-1759 : François II de Vigier
- 1759-1776 : Joseph Desmarais
- 1776-1787 : Jacques d’Estrées
- 1787-1791 : François III de Chabans de Richemont

Source : Gallia Christiana

### Sources et bibliographie
- Marcel Durliat, « De la dalle ajourée au vitrail », Bulletin Monumental, Persée, vol. 137, no 3,‎ 9 juillet 1979, p. 257-258 (lire en ligne)
- Laurent Borderie, Cartulaire de Bonlieu, Limoges, Université de Limoges, 1992
- Isabelle Isnard, « L'architecture austère du XIIe siècle dans les diocèses de Poitiers, Limoges et Saintes (1160-1220) », Bulletin Monumental, Persée, vol. 157, no 3,‎ 9 juillet 1999, p. 307-308 (DOI 10.3406/bulmo.1999.2324, lire en ligne)